# Ceriana similis
Ceriana similis är en tvåvingeart som först beskrevs av Kertesz 1913.  Ceriana similis ingår i släktet griffelblomflugor, och familjen blomflugor.
Artens utbredningsområde är Taiwan. Inga underarter finns listade i Catalogue of Life.